# Републикански път III-1142
Републикански път IIІ-1142 е третокласен път, част от Републиканската пътна мрежа на България, преминаващ изцяло по територията на Видинска област. Дължината му е 19,3 km.
Пътят се отклонява надясно при 29,6 km на Републикански път III-114 в западната част на село Дреновец и се насочва на запад през Западната Дунавска равнина. Преминава северно от големия язовир „Дреновец“, през центъра на селата Воднянци и Костичовци, след последното завива на север и след 3 km се свързва с Републикански път III-1102 при неговия 17,6 km.
| Пътища, отклоняващи се надясно (населено място, № на пътя, посока на пътя) | km   | Пътища, отклоняващи се наляво (посока на пътя, № на пътя, населено място) |
| -------------------------------------------------------------------------- | ---- | ------------------------------------------------------------------------- |
| Община Ружинци, III-114, 29,6 km, с. Дреновец →                            | 0,0  | → с. Дреновец, 29,6 km, III-114, Община Ружинци                           |
| Община Димово                                                              | 4,5  | Община Димово                                                             |
| с. Воднянци                                                                | 9,6  | → с. Воднянци, общински път (за с. Карбинци)                              |
| с. Костичовци                                                              | 15,5 | с. Костичовци                                                             |
| (от с. Арчар) III-1102, 17,6 km →                                          | 19,3 | → 17,6 km, III-1102 (до Белоградчишки проход)                             |